# Aleck Bordon Adventure: Tower and Shaft
Aleck Bordon Adventure: Tower and Shaft (Tower and Shaft: Aleck Bordon no Fuyukai na Nakamatachi) est un jeu vidéo d'action développé par Zoinkity et édité par Seta, sorti en 2003 sur borne d'arcade puis sur Game Boy Advance.

## Accueil
- Famitsu : 25/40 (GBA)[2]